# Укус мёртвой пчелы
«Укус мёртвой пчелы» (англ. Bit by a Dead Bee) — третий эпизод второго сезона американского драматического телесериала «Во все тяжкие», и десятый во всём сериале. Автор сценария — Питер Гулд, режиссёр — Терри Макдоно.

## Сюжет
Сбежав от Туко, Уолту и Джесси приходится возвращаться домой и объяснять, где они были. У Уолта есть план для них обоих и они расходятся. Он идёт в супермаркет и снимает с себя всю одежду, гуляя по проходам. Его отвозят в больницу и он утверждает, что не помнит, где он был последние несколько дней. Джесси возвращается в свой дом, чтобы вычистить подвал и избавиться от фургона. Когда УБН выслеживает его, он утверждает, что он развлекался с проституткой все выходные. Полицейские не верят ему и думают, что знают, как прибить его: они приводят дядю Туко, чтобы опознать его, но он отказывается сотрудничать с властями. Позже Хэнк получает подарок в участке за поимку Туко: золотые зубы Туко, упакованные в прозрачном акриловом кубе.

## Производство
Сценарий к эпизоду написал Питер Гулд, а режиссёром стал Терри Макдоно. Премьера состоялась на канале AMC в США и Канаде 22 марта 2009 года.

## Реакция критиков
Эпизод получил положительные отзывы от критиков. Донна Боумен из The A.V. Club дала эпизоду рейтинг A. Сет Амитин из IGN дал эпизоду оценку 9.8/10.